# 王子神社 (掛川市)
王子神社（おうじじんじゃ）は静岡県掛川市にある神社。

## 由緒
祭神若一王子は、大宝元年（701年）熊野三社が遷宮された時、お供の神（五伴神）の一神として祀られた。遷宮の位置は松尾山であった。寿永の頃（1182年～1184年）平重盛は戦いが平家に不利であることを予見し、高倉天皇をひそかに当地に遷し奉らんとしたが実現できなかった。天皇の死後その霊を当社に奉祀したと伝える。
天正2年（1572年）、徳川家康の命で松尾山に城を築くようになったので現在地に社殿を造築して移り祀り、城の守護神としてあがめた。また地域住民も生産の神と崇敬を続けた。
貴船神社は王子神社より200メートル隔った所に別に祀られていたが、明治初期にその祠がひどくなったので合祀される。祭神は、タカオカミノ神、クラオカミノ神である。

## 参考文
- 大須賀町誌編纂委員会 『大須賀町誌』 静岡県小笠郡大須賀町